# Racata
Racata là một chi nhện trong họ Linyphiidae.